# دهستان ناغان
ناغان، دهستانی است از توابع بخش ناغان شهرستان کیار در استان چهارمحال و بختیاری ایران.

## جمعیت
براساس سرشماری سال ۱۳۸۵جمعیت این دهستان ۱۳٬۲۸۶ نفر (۱۷۳۹ خانوار) بوده‌است.